# Colla del Foc Nou
La Colla del Foc Nou fou un grup de joves intel·lectuals catalans de caràcter modernista i regeneracionista de tendència anarquitzant que es reuniren cap al 1896 i del qual formaren part Jaume Brossa i Roger, Pere Coromines i Montanya, Ignasi Iglesias, Celestí Galceran i Carrer, Josep Roca i Capull, Bernat Rodríguez i Serra i Ramon Sempau i Barril
Tenia relació amb el sector més radicalitzat de la Colla de L'Avenç (de la qual enformaven part part Jaume Brossa i Iglésies) i amb el grup que editava la revista de tendència anarquista Ciencia Social (els membres de la colla Jaume Brossa i Coromines).
Celebraven les reunions a les 10 de la nit i discutien de literatura, teatre, política i de les "noves idees" escampades pels nous literats europeus. Com a resultat, Brossa, Coromines i Iglésies crearen també el Teatre Independent, dedicat a la representació de l'anomenat teatre modern i donaria a conèixer Henrik Ibsen a Catalunya organitzant la representació de la seva obra Espectres. Es dispersaren arran de la repressió consegüent a l'atemptat del carrer de Canvis Nous que donà lloc al procés de Montjuïc. Com a resultat, Corominas fou empresonat, Rodríguez i Serra marxà a Madrid, Roca i Iglesias passaren a la redacció de l'Avenç, Brossa i Sempau s'exiliaren. La colla ja no es va refer.